# C. T. C. Wall
Pour les articles homonymes, voir Wall.
Charles Terence Clegg (« Terry ») Wall, né le 14 décembre 1936 à Bristol (Angleterre), est un mathématicien britannique.

## Biographie
Wall fait ses études au Marlborough College dans le comté de Wiltshire, puis au Trinity College de Cambridge, dont il est Fellow de 1959 à 1964. Il y soutient en 1960 une thèse dirigée par Christopher Zeeman (et Frank Adams). En 1960-61, il est à l'Institute for Advanced Study. En 1964, il a été professeur à Oxford (et Fellow du St Catherine's College). Il est professeur émérite de l'université de Liverpool, où il est nommé en 1965.
Terry Wall épouse Sandra Hearnshaw en 1959 et ils ont quatre enfants. Il est trésorier de la zone Wirral du Parti social-démocrate, de 1985 jusqu'à sa fusion en 1988 avec le Parti libéral de l'époque et depuis, de la circonscription du Wirral Ouest du Parti libéral-démocrate,. Wall est missionné par le responsable local de l'éducation pour diriger la grammar school de West Kirby à partir de 1987,. Il a aussi été trésorier de l'orchestre de chambre de Hoylake depuis 2000,.

## Œuvre
Dès sa thèse en topologie algébrique, Wall fait des recherches sur le cobordisme. Il travaille principalement sur les variétés, en particulier sur la topologie géométrique et l'algèbre abstraite inhérente, composante de la théorie de la chirurgie dont il est l'un des fondateurs. En 1964, il introduit le groupe de Brauer-Wall (en) d'un corps — une généralisation du groupe de Brauer. Sa monographie de 1970, Surgery on Compact Manifolds, est un ouvrage de référence en topologie géométrique.
En 1971, il a conjecturé que tout groupe de type fini est accessible. Cette « conjecture de Wall » suscite beaucoup de progrès dans la compréhension des décompositions de groupes par extension HNN ou produit libre amalgamé. En 1985, Martin Dunwoody démontre cette conjecture pour les groupes de présentation finie. Le cas général reste un problème ouvert jusqu'à ce qu'en 1991, à la surprise de la plupart des mathématiciens d'alors, Dundwoody trouve un contre-exemple.
Depuis le milieu des années 1970, Wall travaille surtout sur la théorie des singularités développée par Thom, Milnor et Arnold, en particulier sur la classification des singularités isolées d'applications différentiables et de variétés algébriques. Il écrit deux monographies sur la théorie des singularités, The Geometry of Topological Stability en 1995 (contenant beaucoup de résultats nouveaux) avec Andrew du Plessis, et Singular Points of Plane Curves en 2004.

## Distinctions
- 1965 : prix Berwick
- 1966 : orateur invité à l'ICM de 1966 à Moscou
- 1969 : élu membre de la Royal Society
- 1970 : orateur invité à l'ICM de 1970 à Nice
- 1976 : prix Senior Whitehead
- 1978-80 : président de la London Mathematical Society (membre du conseil de 1972 à 1980 et de 1992 à 1996)
- 1988 : prix Pólya
- 1988 : médaille Sylvester
- 1990 : élu membre étranger de l'Académie royale danoise des sciences et des lettres
- 2000 : élu membre honoraire de l'Irish Mathematical Society